# Udiča
Udiča (maďarsky Vágudva) je obec na Slovensku v okrese Považská Bystrica. Žije zde přibližně 2 200 obyvatel. První písemná zmínka o obci pochází z roku 1321. V obci se nachází římskokatolický kostel svatého Matouše z konce 18. století.

## Geografická poloha
Katastr obce se nachází na severozápadě Slovenska na pravém břehu řeky Váh. Tvoří vstupní bránu do údolí Marikovského potoka. Samotná obec leží v údolí středního toku Váhu v severní části Ilavské kotliny, na rozhraní Javorníků a Strážovských vrchů.
V blízkosti obce se nachází přírodní rezervace Klapy (654 m n. m.), což je skalnatý vrch nad vodní nádrží Nosice, tvořený vápenci bradlového pásma, který je rozdělen na Malé a Velké Klapy.

## Místní části
- Veľká Udiča
- Malá Udiča
- Okrut – větší část této vesnice zanikla v roce 1955 při výstavbě vodní nádrže Nosice
- Uhry – malá osada ležící pod vrchem Klapy vzdálená od centra obce asi 3 km směrem na Považskou Bystrici
- Upohlav – místní část vzdálená od centra obce asi 2 km směrem na Púchov
- Prosné – místní část vzdálená od centra obce asi 2 km směrem na Dolní Marikovou[2]